# Mansencôme
Mansencôme település Franciaországban, Gers megyében. Lakosainak száma 45 fő (2022. január 1.). Mansencôme Gondrin, Mouchan és Valence-sur-Baïse községekkel határos.

## Népesség
A település népességének változása:
| Lakosok száma | 93   | 71   | 69   | 68   | 46   | 44   | 46   | 46   | 45   | 45   |
|               | 1968 | 1982 | 1990 | 2006 | 2013 | 2015 | 2017 | 2019 | 2020 | 2022 |